# 3159 Prokofʹev

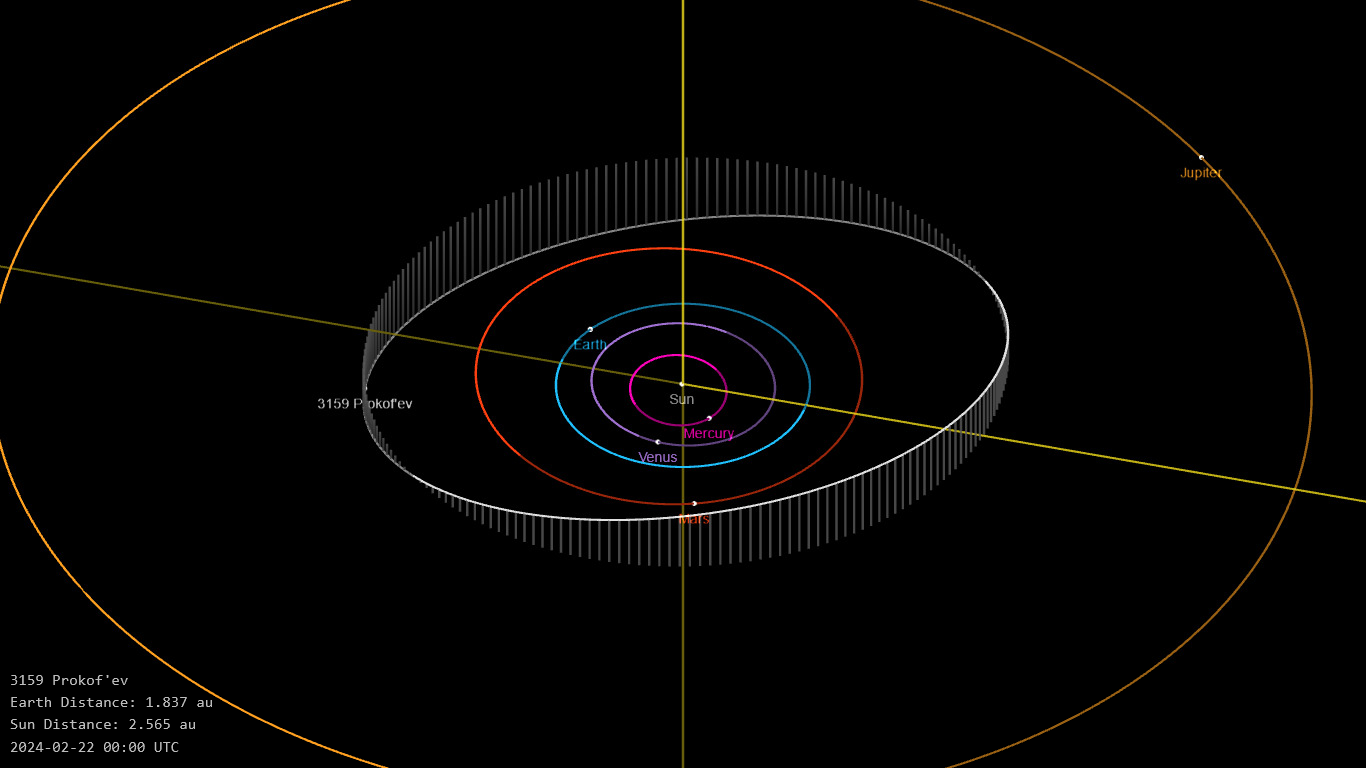

3159 Prokofʹev è un asteroide della fascia principale. Scoperto nel 1976, presenta un'orbita caratterizzata da un semiasse maggiore pari a 2,5714468 au e da un'eccentricità di 0,1077796, inclinata di 14,59376° rispetto all'eclittica.
L'asteroide è dedicato allo scienziato sovietico Vladimir Prokofʹev.